# کهن‌کوزه
کهن‌کوزه (نام علمی: Archaeamphora longicervia) نام یک گونه از خانواده شیپوری‌کوزگان است.